# Makian
Makian (cũng viết là Machian hay Pulau Makian) là một hòn đảo núi lửa thuộc quần đảo Maluku tại Indonesia. Nó nằm gần cực nam của chuỗi đảo núi lửa ngoài khơi phía tây của đảo lớn Halmahera, ở phía nam của Tidore và ở phía bắc của Bacan.
Hòn đảo rộng 10 km, và ở đỉnh cao 1357-mét của đảo có một miệng núi lửa rộng 1,5-km, với một hồ nhỏ ở phía đông bắc. Có bốn núi lửa hình nón ký sinh ở sườn phía tây của Makian. Núi lửa Makian cũng được gọi là núi Kiebesi (hay Kie Besi).

## Lịch sử núi lửa
Núi lửa Makian hiếm khi phun trào, song những lần phun trào của nó lại rất mạnh và đã phá hủy các ngôi làng trên đảo.
Vụ phun trào đầu tiên được ghi nhận là vào thập niên 1550. Các vụ phun trào vào ngày 19 tháng 7 năm 1646, 22 tháng 9 năm 1760 và 28 tháng 12 năm 1861 được xếp hạng 4. Từ vụ phun trào đầu tiên được biết đến, núi lửa đã phun trào bảy lần, trong đó bốn lần đã gây ra thương vong.
Vụ phun trào năm 1760 đã giết chết khoảng ba nghìn cư dân. Núi lửa cũng phun trào vào năm 1890, và sau đó không hoạt động cho đến tháng 7 năm 1988, khi một loạt các vụ phun trào đã buộc nhà chức trách phải sơ tán toàn bộ cư dân của đảo, ước tính vào khoảng 15.000 người.